# Бихарцы

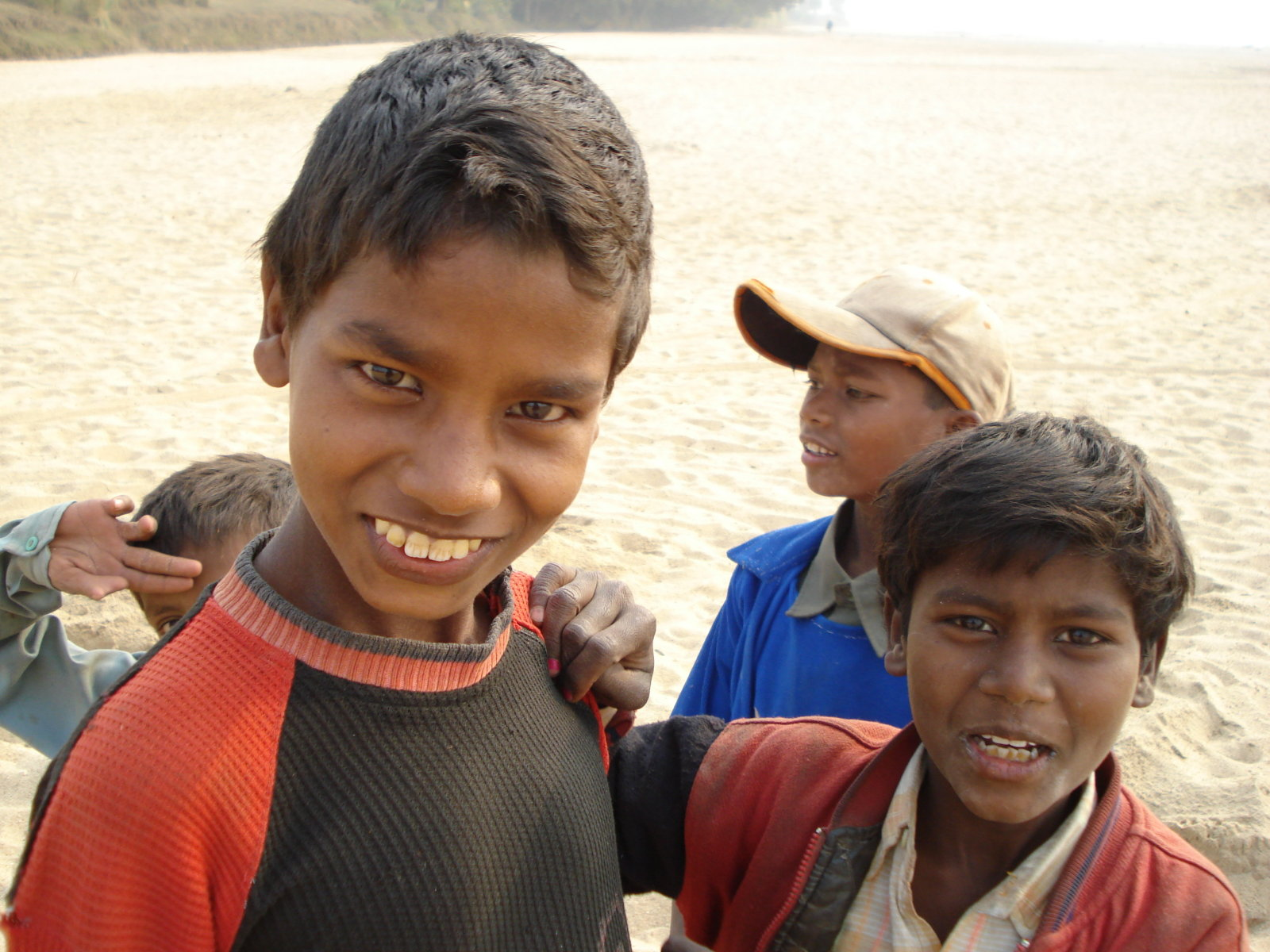

Биха́рцы — группа народов, население штата Бихар в Индии (92,5 млн человек). Живут также в соседних районах Бангладеш (1,45 млн человек), Непала (3,64 млн человек) и Бутана (10 тыс. человек). Общая численность 97,6 млн человек. Основную массу населения составляют бходжпурцы, магахи и майтхильцы — близкие между собой этнические общности. Говорят на родственных языках (бходжпури, магахи и майтхили) индоарийской группы индоевропейской семьи, которые раньше считались говорами (диалектами) языка хинди или диалектами самостоятельного языка бихари.

## История
Территория штата Бихар с древнейших времён была одним из центров индийской культуры, где находились древние государства (Магадха, Кошала, Вайшали), жил и проповедовал Будда (Сиддхартха Гаутама) — так в VI веке до нашей эры возникли буддизм и джайнизм.

## Занятия бихарцев
Основное занятие — пашенное земледелие. Главная культура — рис. Выращивают также пшеницу, просо, бобовые, сахарный тростник, табак. Держат рабочий скот, овец, коз, свиней (в основном, низшие касты), домашнюю птицу. За пределами Бихара бихарцы часто не имеют земельной собственности, и занимаются бизнесом, торговлей, работают в промышленности и служащими предприятий.

## Жилье
Растёт урбанизация населения, чему способствует развитие старых (Джамшедпур) и создание новых индустриальных комплексов. Индустриализация коснулась в основном южных районов штата. На севере преобладает обрабатывающая промышленность (мелкие текстильные, табачные фабрики, сахарные заводы и т. д.), города небольшие. Мусульмане проживают в основном в городах. Среди джайнов значительна прослойка крупных финансистов и промышленных предпринимателей. Характерны небольшие селения с населением до 500 человек. В пригангской долине, где плотность населения самая высокая, число жителей деревни от 2 до 15 тыс. человек. Типы жилища в долине Ганга — одноэтажные дома, стены из самана, двускатная или четырёхскатная крыша из соломы и черепицы. В северо-западных и южных районах каркас жилища из бамбука, стены плетёные, обмазаны глиной.

## Одежда
Основная одежда — дхоти и сари. В северных районах наблюдается мусульманское влияние в костюме, распространены шальвар-камиз, курта-чуридар, шервани. Символы замужества, носимые женщинами, — пробор, окрашенный синдуром, стеклянные браслеты.

## Пища
Культура питания бихар является уникальной в некотором смысле из-за смешения  северо-индийской кухни и кухни бенгали. Существует обычай есть варёный рис. Культуры питания включает и вегетарианцев, и не вегетарианцев. Также есть обычай среди индусов не есть не-вегетарианское питание один месяц в течение священного у индусов месяца  Шараван или Саван. Кукуруза также является основной продовольственной культурой питания. Существует также обычай приготовления хичиди по субботам для индусов и пятницам для мусульман. Любимым блюдом среди бихари является литти-чоху. Литти состоит из сатту и чоху, картофельного пюре, помидоров. Праздничное блюдо — пулао (плов) — рис с овощами, мясом или рыбой. Рыбу и мясо (за исключением говядины) иногда едят представители средних и даже высоких каст. Также власти намерены ввести в рацион жителей крысиное мясо.

## Религия
На территории Бихара в VI — V в. до н. э. возникли буддизм и джайнизм. На общую картину религиозности повлияли также племенные культы присутствующего тут значительного числа адиваси, а также тантрические формы индуизма.
Большинство бихарцев — индуисты; имеются мусульмане (в основном, сунниты), христиане, а также небольшие группы сикхов, джайнов, буддистов. Мусульмане живут в основном в городах. Среди джайнов имеется много крупных финансистов, промышленников. Высока в Бихаре общественная роль майтхильских брахманов.
Индуисты-бихарцы почитают божества Картал Бабу, Махадева, Брахму, Баджангабали, Кали, Шиву, Дургу, Лакшми. Хануман часто выступает как деревенское божество. Обряды жизненного цикла варьируются от одной общины к другой. Праздники бихарцев-индуистов — общеиндийские; особенно популярны Дивали, Дассера, Джанмаштми, Рам Навами, Чхат Пуджа, Ракша Бандхан.

## Культура
Бходжпурцы, майтхильцы и магахи отличаются друг от друга не только по языку, но и некоторым обычаям и особенностям кастовой системы. Большую роль в общественной жизни штата играют майтхильские брахманы. Наряду с тенденцией к национальной консолидации бихарцев наблюдается и рост этнического самосознания у каждого народа, особенно у майтхильцев и бходжпурцев. Развивается художественная литература на майтхили, магахи и бходжпури. С ростом национального самосознания ширится движение за создание на языковой основе отдельных штатов — Майтхили-Раджья и Бходжпури-Раджья.